# 이종수 (교수)
이종수는 대한민국의 행정학자이다.

## 학력
- 1964. 3. - 1967. 2. 경기고등학교 졸업
- 1967. 3. - 1971. 2. 서울대학교 문리과대학 철학과 (문학사)
- 1971. 3. - 1977. 2. 서울대학교 행정대학원 (행정학석사)
- 1983. 3. - 1991. 8. 서울대학교 대학원 (행정학박사)

## 경력
- 2005. 1. - 현재 (사) 팍스코리아나 연구소 소장
- 2009. 1. - 현재 말레이시아 행정연구회 회장
- 2003. 1. - 2003. 12 (사) 한국행정학회 회장
- 2003. 1. - 2007. 12 (사) 한국행정학회 이사장
- 2006. 1. - 2006. 12 한국행정사 연구회 회장
- 2002. 3. - 2009. 12. (사) 한국행정관리협회 이사
- 1992. 2. - 1994. 2. (사) 서울행정학회 회장
- 1995. 1. - 1995. 12. (사) 한국정치학회 이사
- 1996. 1. - 1996. 12. (사) 한국정책학회 운영이사
- 1998. 5. - 2001. 12 (사) 한국행정문제연구소 이사